# ابن بطلان
أَبُو أَنِيسْ اَلْمُخْتَارْ بْنْ اَلْحَسَنْ بْنْ عَبْدُونْ بْنْ سَعْدُونْ بْنْ بُطْلَانِ اَلْبَغْدَادِيِّ المعروف بِابْنِ بُطْلَان (ولد في الربع الاول من القرن الحادي عشر ميلادي - وتوفي يوم 2 سبتمبر 1066م)، كان طبيبًا نصرانيًا من أهل بغداد. كان قد اشتغل على أبي الفرج عبد الله بن الطيب وتتلمذ له، وأتقن عليه قراءة كثير من الكتب الحكمية وغيرها. ولازم أيضًا أبا الحسن ثابت بن إبراهيم بن زهرون الحراني الطبيب واشتغل عليه وانتفع به في صناعة الطب وفي مزاولة أعمالها. كما جمع بين مهارة الطبيب وشغف الرحالة إلا أنه لم يكن رحالة بالمعنى المألوف؛ لأنه كان قبل ذلك طبيبًا ماهرًا، مما ساهم باشتهاره انعكاسًا لعبقريته في الطب ومداواته للمرضى وبالإضافة لكتابته مصنفات طبية عديدة. وهذا بالطبع أمر قليل الحدوث في تاريخ الثقافة العربية، أي أن تنوع اهتمامات ابن بطلان وضعته في مصاف رحالة من النوع الفريد بالإضافة إلى كونه من المثقفين الموسعين الذين تتسع مجالات اهتمامهم خارج نطاق تخصصهم، وذلك يدل على أريحيته واتساع أفقه. كما ظلت رحلة ابن بطلان مبعثرة هنا وهناك، وكان أكبر أجزائها محفوظًا، بشكل رئيسي، في كتابَيْ القفطي (إخبار العلماء بأخبار الحكماء) ومعجم ياقوت الحموي الشهير الذي يستعيد مقاطع منها كلما واتته الفرصة، كما في (طبقات الأطباء) لابن أبي أصيبعة المهتمّ بجميع تفاصيل سيرة ابن بطلان كون مصنَّفه يُعالِج سِيَر الأطباء. اختلفت الآراء في سنة وفاة ابن بطلان فبعضهم يقول أنه توفي عام 444 هجري وبعضهم الآخر يصر على أنه توفي عام 458 هجري.

## سيرته
درس ابن بطلان الطب على يد أبي الفرج بن الطيب وتتلمذ عليه، ولازم أبا الحسن ثابت بن إبراهيم بن زهرون الحراني الطبيب، وكان معاصراً لعلي بن رضوان الطبيب المصري، وكان بينهما مجادلات ومناقضات قبل أن يتعارفا.
خرج ابن بطلان الموصل وديار بكر، ودخل حلب وأقام بها مدة فأكرمه صاحبها معزّ الدولة ثمال بن صالح إكراماً صحيحاً والف كتبه في علم النبات ونبغ في علاج الامراض، ثم سافر من حلب في البلاد الشامية وبعدها إلى مصر وغايته الاجتماع بخصمه ابن رضوان، وكان دخوله الفسطاط في أول جمادى الآخرة سنة 441 هـ، جرت له في أثناء اقامته في مصر مع علي بن رضوان وقائع كثيرة ولّدت رسائل جدلية، فترك ابن بطلان مصر غاضباً وسار إلى القسطنطينية، وكان الطاعون متفشيًا فيها سنة 446 هـ فأقام بها سنة. ثم عاد إلى الشام واستقر في إنطاكية، وقد سئم الأسفار فتنسك وانقطع إلى العبادة حتى وفاته سنة 455 هـ.
ترك ابن بطلان عددًا كبيرًا من المصنفات الطبية أهمها:
- تقويم الصحّة الذي ترجم وطبع، مقامة دعوة الأطباء، مقالة في شرب الدواء المسهل، مقالة في كيفية دخول الغذاء في البدن وهضمه وخروج فضلاته، كتاب المدخل إلى الطب، كتاب عمدة الطبيب في معرفة النبات، ولابن بطلان مقالة في علة نقل الأطباء المهرة تدبير أكثر الأمراض التي كانت تعالج قديماً بالأدوية الحارة إلى التدبير المبرد، كالفالج واللقوة والاسترخاء.

## أهم إنجازاته
ترك ابن بطلان خلفه عديدًا من الكنوز للبشرية في مجالات متعددة أهمها: «تَقْوِيمُ اَلصِّحَّةِ» الذي حدد فيه ستة عناصر يجب توافرها كي تتوافر صحة الإنسان وهي: هواء لطيف، وأكل وشرب معتدلين، وتوازن بين العمل والراحة، وتوازن بين الاستيقاظ والخمول، وانتظام خروج الفضلات وانشغال العاطفة. وقد ترجم الكتاب إلى اللاتينية ونشر في أوروبا عدة مرات. كما قام بتأليف كتاب (دعوة الأطباء)، وفيه يروي سيرة مُتخيَّلة لطبيبٍ جوّالٍ، وصلَ للتو إلى مدينة «ميّافارقين»، يلتقي في سوق العطّارين (بشيخٍ طبيبٍ)، عارف، متناقض، ساخر، متبرّم. ويذكر أمامه أنه طبيب كَحّال مرةً، ومرة فاصد، ومرة جرائحي، ومرة صيدلاني. وهنا نكون أمام قصة طريفة تتضمن سردًا ومرويات وحوارات شيقة. بالإضافة إلى كتاب (الأديرة والرهبان) وكتاب (شراء العبيد وتقليب المماليك والجواري) ومقالة (شرب الدواء المسهل). كما قام بكتابة نص يقع في صلب أدب الرحلة مستعينًا بتجربته الشخصية.

صفحات من كتاب «تَقْوِيمُ اَلصِّحَّةِ»
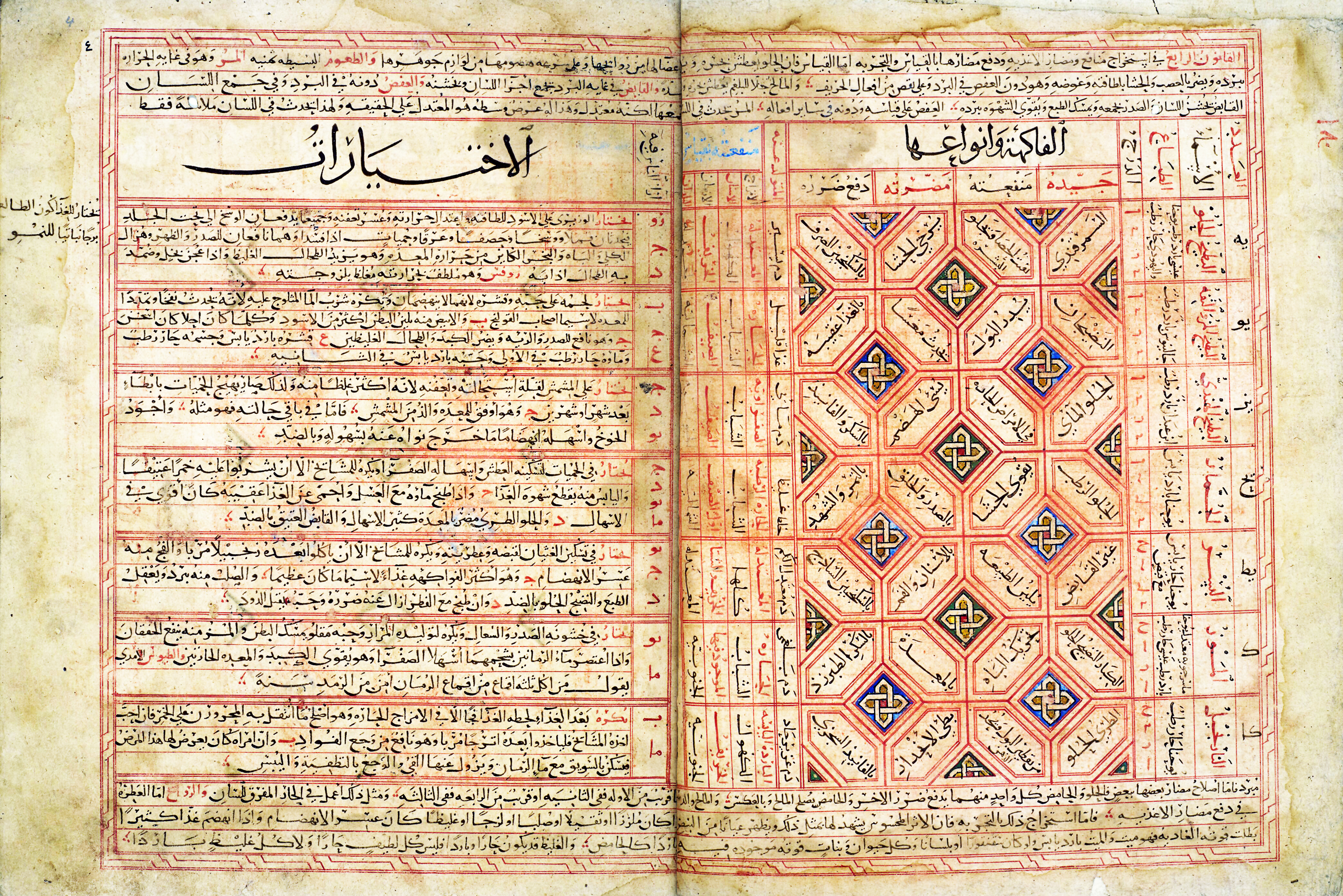
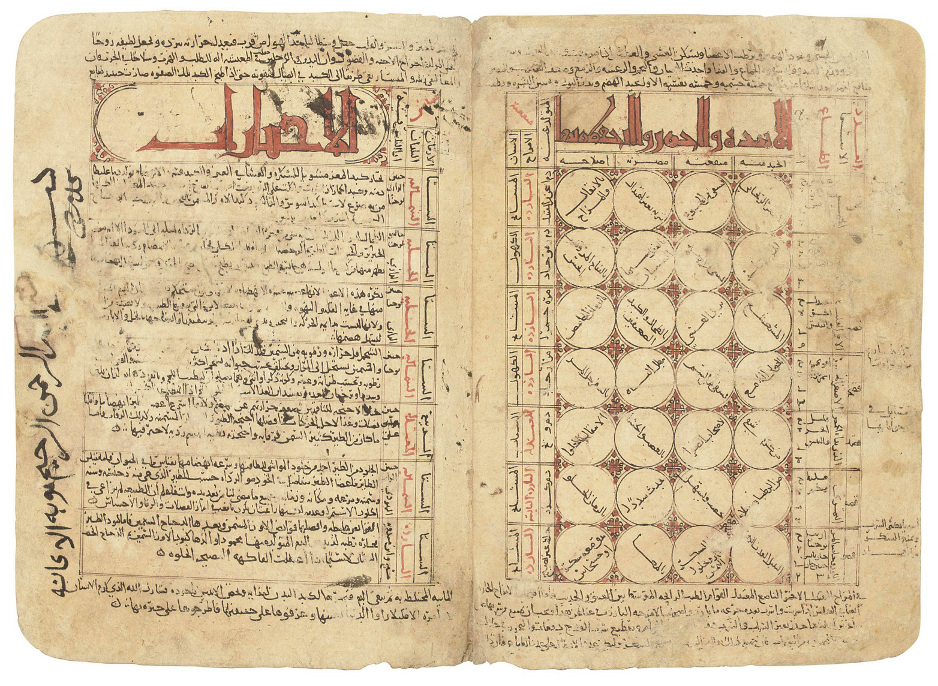
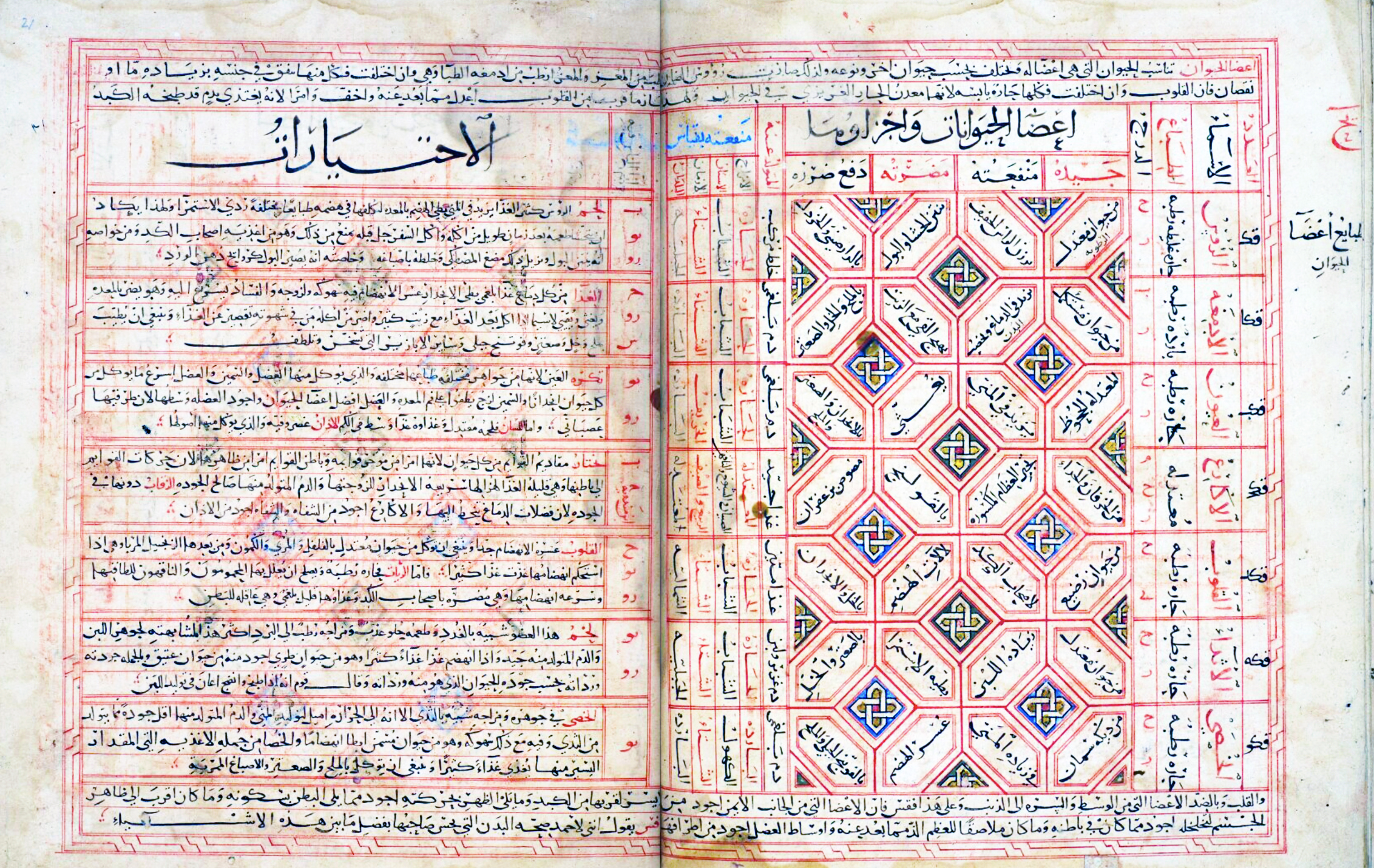

## علاقاته بالأطباء المعاصرين
كان ابن بطلان معاصرًا لعلي بن رضوان الطبيب المصري، وكانت بينهما المراسلات العجيبة والكتب البديعة الغريبة، ولم يكن أحد منهم يؤلف كتابًا ولا يبتدع رأيًا إلا ويرد الآخر عليه ويبدي رأيه فيه. كما قام ابن بطلان بحزم أمتعته قصدًا منه إلى مشاهدة علي بن رضوان والاجتماع به وكان سفره من بغداد في سنة تسع وثلاثين وأربعمائة، ولما وصل في طريقه إلى حلب أقام بها مدة وأحسن إليه معز الدولة ثمال بن صالح فيها، وأكرمه إكرامًا كثيرًا وكان دخوله الفسطاط في مستهل جمادى الآخرة من سنة 441. وأقام بها ثلاث سنين وذلك في دولة المستنصر باللّه من الخلفاء المصريين وجرت بين ابن بطلان وابن رضوان وقائع كثيرة في ذلك الوقت ونوادر ظريفة لا تخلو من الفائدة، وقد تضمن كثيرًا من هذه الأشياء كتاب ألفه ابن بطلان بعد خروجه من ديار مصر واجتماعه بابن رضوان، ولابن رضوان كتاب في الرد عليه، وكان ابن بطلان أعذب ألفاظً اوأكثر ظرفًا وأميز في الأدب وما يتعلق به، ومما يدل على ذلك ما ذكره في رسالته التي وسمها دعوة الأطباء، إلا أن ابن رضوان أطب وأعلم بالعلوم الحكمية وما يتعلق بها.

## طرقه في العلاج
حبذ ابن بطلان استخدام الموسيقى في علاج المرضى؛ وذلك لرفع روحهم النفسية واستخدمها هو مع مرضاه. وقيل أيضًا أنه كان يعالج مرضاه مسترشدًا بالنجوم. وقد درس ابن بطلان وضع الأقليات المسيحية في بلاد المسلمين، وتحدث في وضعهم في بلاد البيزنطيين في رسالة إلى صديقه هلال بن محسن الصابئ باسم (كتاب الربيع).

## ملخص رحلته
سنة 439هـ: سافر من بغداد.

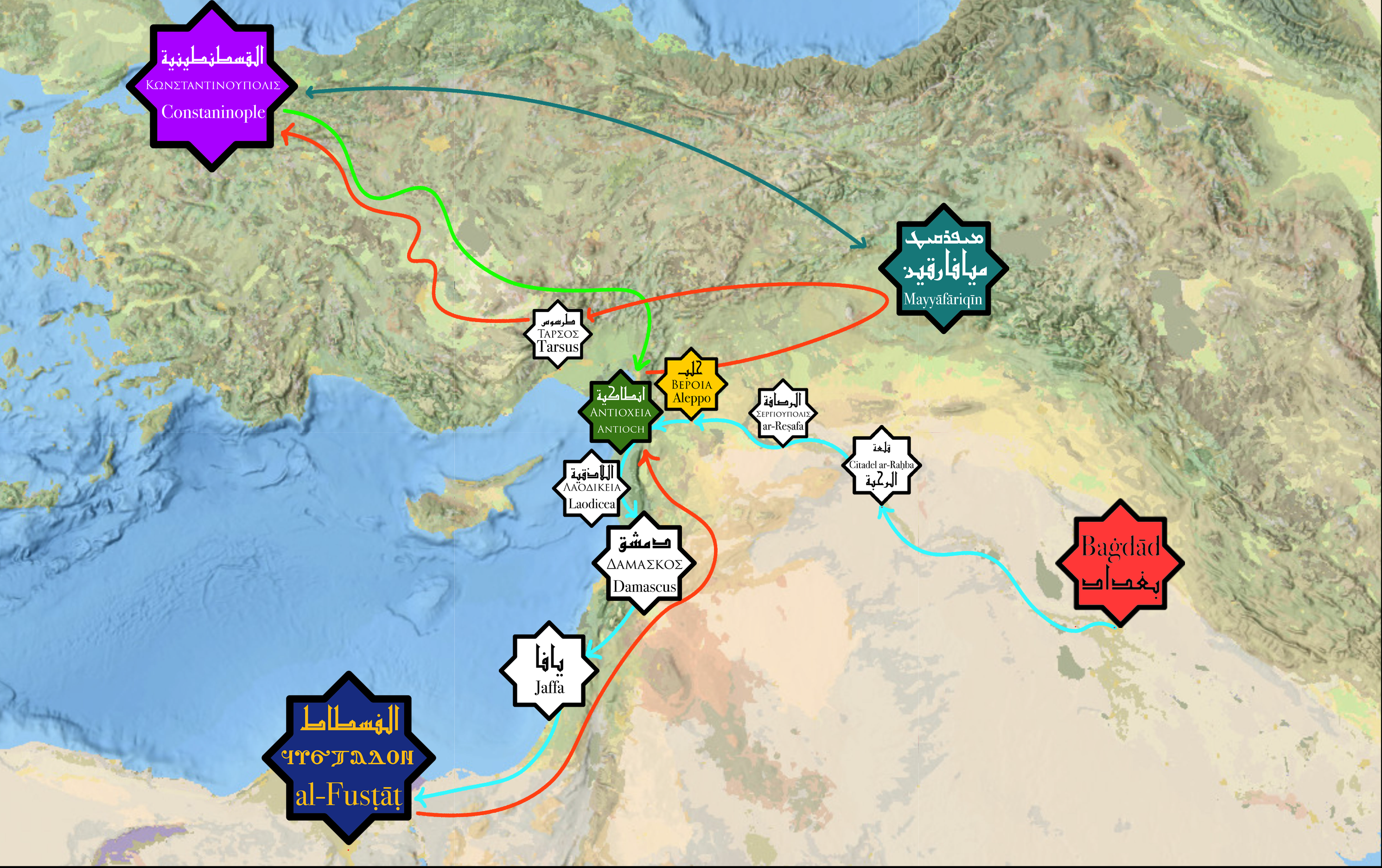
مٌخطط يوضح رحلات أبن بطلان.

سنة 439هـ: سافر يريد مصر مرورًا بحلب.
سنة 440 هـ: شهر رمضان: خرج من بغداد.
سنة 440 هـ: (نحو، نيف): كتب رسالته أي رحلته هذه.
سنة 440 هـ: كتب رسالته أي رحلته هذه.
سنة 441 هـ: دخوله الفسطاط في أول جمادى الآخرة.
سنة 441 هـ: دخل مصر فأقام ثلاث سنوات.
سنة 441 هـ: مقالة جوابية على علي بن رضوان في الفسطاط.
سنة 442 (هـ): كتب رسالته (رحلته الحالية) (ياقوت).
سنة 444 هـ: ترهب وانقطع إِلَى العبادة إِلَى أن توفي بأنطاكية.
سنة 446 هـ: زار القسطنطينية وكنيسة لوقا وكان الوباء قد عمّها.
سنة 446 هـ: سار إلى القسطنطينية، وكان الطاعون متفشياً فيها.
سنة 450 هـ: كتب في القسطنطينية عمله «دعوة الأطباء».